# سرقان السفلى (شاخن)
سرقان السفلى (بالإنجليزية: Sarqan-e Sofla)‏ هي مستوطنة تقع في إيران في قسم شاخن الريفي. يقدر عدد سكانها بـ 53 نسمة .